# Artie Shaw: Time Is All You’ve Got
Artie Shaw: Time Is All You’ve Got ist ein kanadischer Dokumentarfilm von Brigitte Berman aus dem Jahr 1985 über den amerikanischen Jazz-Klarinettisten Artie Shaw. Die Dokumentation wurde bei der Oscarverleihung 1987 mit dem Oscar für den besten Dokumentarfilm ausgezeichnet.

## Inhalt
Artie Shaw erzählt ergänzt durch Archivaufnahmen und Aussagen von Zeitgenossen sein Leben.

## Produktion
Die Produktionskosten betrugen $ 250.000.
Der Film ist der zweite Film von Brigitte Berman über eine Jazz-Größe, nachdem sie mit Bix: ‘Ain’t None of Them Play Like Him Yet’ (1981) Artie Shaws Vorbild Bix Beiderbecke porträtiert hatte. Der Film über Shaw ist insofern auch eine Fortsetzung des Films über Beiderbecke. Angeregt zu dieser Dokumentation wurde Brigitte Berman durch die Interviews, die Shaw für den ersten Film gegeben hatte. Für die Dokumentation über Artie Shaw interviewte sie ihn nochmals über zweieinhalb Tage.
War Artie Shaw zunächst mit der Dokumentation zufrieden, verlangte er dann doch Änderungen. So sollte nicht Berman sprechen, sondern es sollte ein männlicher Sprecher sein. Nachdem der Film mit dem Oscar ausgezeichnet worden war, verlangte Shaw einen Anteil von 35 Prozent der Gewinne und erhob Klage in Kanada. Nachdem er schließlich vor dem Ontario Court of Justice unterlegen war, setzte er den Rechtsstreit vor einem US-Bundesgericht in Los Angeles fort. Die Prozesse endeten schließlich 2003, ein Jahr vor Artie Shaws Tod mit einem Vergleich, der keinen Anteil vorsah.
Wegen Shaws Klage konnte der Film jahrzehntelang nicht in Lichtspielhäusern aufgeführt werden. 2023 wurde er in einer restaurierten Fassung beim Toronto International Film Festival wieder aufgeführt.

## Rezeption
2024 urteilte Glenn Kenny für die New York Times:

“An all-star roster of interviewees, including the luminaries Mel Tormé and Buddy Rich, contributes to an unfailingly entertaining saga.”

„Eine All-Star-Aufstellung von Interviewten, einschließlich der Gestirne Mel Tormé und Buddy Rich, trägt zu einer unfehlbaren Unterhaltungs-Saga bei“

Das Toronto International Film Festival beschrieb den Film als das Porträt eines unerhört begabten, reflexartig kompromisslosen Künstler, dessen Karriere von der absoluten Unfähigkeit definiert worden sei, sich zu zwingen etwas zu spielen, was er nicht wollte. Aber was er gespielt habe sei verdammt wundervoll gewesen.

## Auszeichnungen
Artie Shaw: Time Is All You’ve Got wurde bei der Oscarverleihung 1987 gleichauf mit der Lee Grants Dokumentation Down and Out in America mit dem Oscar für den besten Dokumentarfilm ausgezeichnet. Es war eines der sechs Unentschieden in der Oscargeschichte seit bei der Oscarverleihung 1932 Wallace Beery und Fredric March beide als beste Hauptdarsteller ausgezeichnet wurden.
Beim Semana Internacional de Cine de Valladolid wurde der Film 1986 als bester Dokumentarfilm ausgezeichnet und war im selben Jahr für den kanadischen Genie Award als bester Dokumentarfilm nominiert.